# Albertus Jacobus Duymaer van Twist (1809-1887)
Albertus Jacobus Duymaer van Twist (Deventer, 20 februari 1809 – Diepenveen, 3 december 1887) was een Nederlands politicus en bestuurder.

## Levensloop
Duymaer van Twist werd geboren te Deventer als zoon van de jurist Albertus Jacobus Duymaer van Twist (1775-1820), hoogleraar aan de Rijkshoogeschool Groningen, en Judith van Loghem. Hij vocht als student met de Leidse Vrijwillige Jagerscompagnie in de Tiendaagse veldtocht en werd advocaat. Later was hij als politicus en als verzoenende liberaal zeer invloedrijk. In het midden van de negentiende eeuw leidde hij de gematigde liberalen (moderaten) in de Tweede Kamer. Als Kamerlid hield hij goed doorwrochte redevoeringen. In 1850-1851 was hij Tweede Kamervoorzitter.
Van 1851 tot in 1856 was hij gouverneur-generaal in Nederlands-Indië. Daar onderzocht hij de werking van het cultuurstelsel. Hij ontwikkelde zich tot voorstander van de geleidelijke afschaffing ervan. Hij had meer oog voor de belangen van de Nederlandse kolonisten dan voor die van het vaderland en kwam daardoor steeds meer in botsing met de minister van koloniën Charles Ferdinand Pahud. Vlak voor zijn vertrek kreeg hij te maken met klachten van de assistent-resident Eduard Douwes Dekker (later bekend als de schrijver Multatuli) over het optreden van de regent (inlandse hoofdman) van het district Lebak. Duymaer van Twist reageerde door Douwes Dekker over te plaatsen, die daarop ontslag nam. Hij weigerde Douwes Dekker nog te woord te staan en vertrok naar Nederland. Hierna keerde hij terug in het parlement, eerst vier jaar als afgevaardigde voor Amsterdam en daarna als senator voor Zuid-Holland. In laatstgenoemde functie speelde hij in 1875 een belangrijke rol bij een korte kabinetscrisis.
Hij overleed op 78-jarige leeftijd te Rande in de gemeente Diepenveen, waar hij voor zijn terugkeer uit Nederlands-Indië het buitenhuis Nieuw Rande had laten bouwen. "Over de ruggen van de Indische koelies", zo schreef Multatuli venijnig. Van Twist heeft nooit op Multatuli's weergave van de zaak-Lebak, zoals verwoord in de roman Max Havelaar, willen reageren.

## Niet-aanvaarde politieke functies
- Hij weigerde een ministers-portefeuille (onder andere van Financiën en Koloniën) in 1849 en 1868.
- Hij weigerde in 1857 het ministerschap van Binnenlandse Zaken.

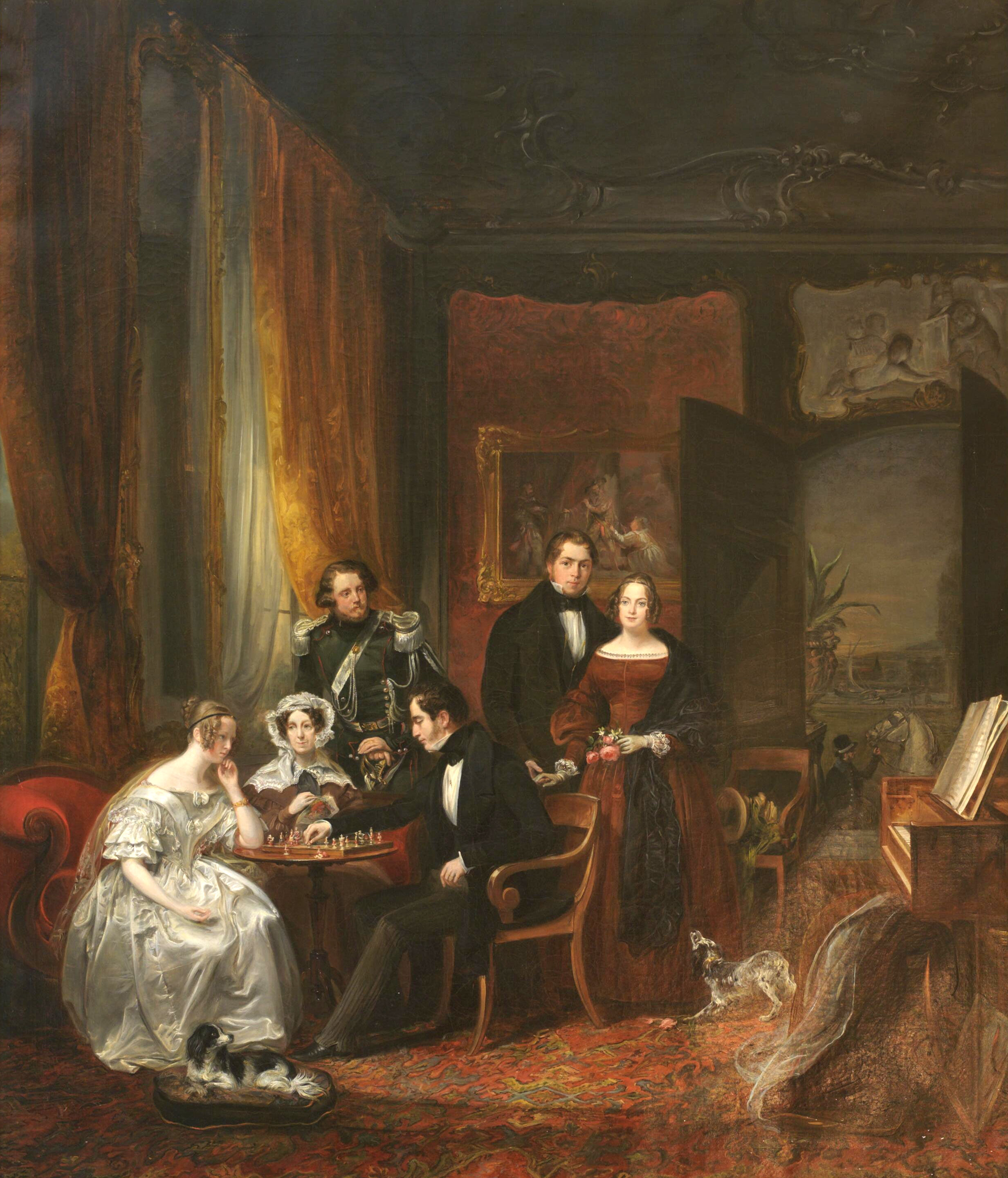
Groepsportret van A. J. Duymaer van Twist schakend met zijn (aanstaande) vrouw te midden van haar familie op Huize Westervoorde in Olst (Aleida Budde, 1837)

Gouverneur-generaal van de VOC

Both · 
Gerard Reynst · 
Reael · 
Coen · 
Carpentier · 
Coen · 
Specx · 
Brouwer · 
Van Diemen · 
Van der Lijn · 
Carel Reyniersz · 
Maetsuycker · 
Rijcklof van Goens · 
Speelman · 
Camphuys · 
Van Outhoorn · 
Van Hoorn · 
Van Riebeeck · 
Van Swol · 
Zwaardecroon · 
De Haan · 
Durven · 
Van Cloon · 
Patras · 
Valckenier · 
Thedens · 
Van Imhoff · 
Mossel · 
Van der Parra · 
Van Riemsdijk · 
De Klerk · 
Alting

 

Gouverneur-generaal van staatswege

Van Overstraten · 
Siberg · 
Wiese · 
Daendels · 
(Britse interventie: Raffles en Fendall) · 
Van der Capellen · 
De Kock · 
Du Bus de Gisignies · 
Van den Bosch · 
Baud · 
De Eerens · 
Van Hogendorp · 
Merkus · 
Jan Reijnst · 
Rochussen · 
Duymaer van Twist · 
Pahud · 
Prins · 
Sloet van de Beele · 
Prins · 
Mijer · 
Loudon · 
Van Lansberge · 
s'Jacob · 
Van Rees · 
Pijnacker Hordijk · 
Van der Wijck · 
Rooseboom · 
Van Heutsz · 
Idenburg · 
Van Limburg Stirum · 
Fock · 
De Graeff · 
De Jonge · 
Tjarda van Starkenborgh Stachouwer
- Biografisch Portaal: 15254973
- Digitale Bibliotheek voor de Nederlandse Letteren: duym002
- Gemeinsame Normdatei: 13334567X
- International Standard Name Identifier: 0000 0000 3942 0644
- Library of Congress Control Number: nb2007023824
- Nederlandse Thesaurus van Auteursnamen: 070015848
- Parlement.com: vg09ll05tywt
- RKD-Nederlands Instituut voor Kunstgeschiedenis: 354190
- Système universitaire de documentation: 185706622
- Virtual International Authority File: 72579373